# Ейрік Гестад
Ейрік Гестад (норв. Eirik Hestad, нар. 26 червня 1995 Молде, Норвегія) — норвезький футболіст, півзахисник клубу «Молде».
Відомий також своїми виступами у складі юнацьких та молодіжної збірних Норвегії.

## Ігрова кар'єра

### Клубна
Ейрік Гестад народився у передмісті Молде і є вихованцем місцевого клубу. У команді Гестад грав ще з юнацьких років. До першої команди він приєднався у 2012 році. Але в перший сезон в основі Гестад не провів жодного матчу, граючи за дублюючий склад «Молде» у другому дивізіоні.
Лише у вересні 2013 року Гестад дебютував у матчі Тіппеліги, вийшовши на поле у поєдинку проти «Гаугесуна». Але тільки за два роки Гестад зумів вперше відзначився голом у складі «Молде».
У липні 2018 року у матчі кваліфікаційного раунда Ліги Європи проти північноірландського клубу «Гленавон» Гестад зробив хет-трик.
30 квітня 2019 Ейрік продовжив контракт з клубом на два роки до кінця 2021 року.

### Збірна
З 2012 року Ейрік Гестад викликався до складу юнацьких збірних Норвегії різної вікової категорії, а також до молодіжної збірної Норвегії.

## Досягнення
Молде
- Чемпіон Норвегії: 2014, 2019
- Володар Кубка Норвегії: 2013, 2014, 2023